# Bolat Schylqyschijew
Bolat Äbschapparuly Schylqyschijew (kasachisch Болат Әбжаппарұлы Жылқышиев, russisch Болат Абжапарулы Жылкышиев Bolat Abschaparuly Schylkyschijew; * 17. September 1957 in Abai, Kasachische SSR) ist ein kasachischer Politiker.

## Leben
Bolat Schylqyschijew wurde 1957 im Dorf Abai im Kreis Keles in Südkasachstan (heute Gebiet Türkistan) geboren. Er erlangte 1966 einen Abschluss in Maschinenbau am Kasachischen Institut für chemische Technologie in Tschimkent. 1996 folgte an der Technischen Universität Südkasachstan ein weiterer Abschluss in den Fächern Maschinenbau und Wirtschaftswissenschaften.
Nach dem Abschluss des Instituts arbeitete er von 1979 bis 1984 in verschiedenen Betrieben. Anschließend engagierte er sich in der Kommunistischen Partei Kasachstans und war ab 1984 Mitglied im Parteikomitee des Stadtbezirks Dserschinski (heute Äl-Farabi) in Tschimkent. Zwischen 1991 und 1992 war er stellvertretender Vorsitzender des Exekutivkomitees der Stadt Tschimkent. Nach der Unabhängigkeit Kasachstans von der Sowjetunion wurde er Leiter der Bezirksverwaltung des Stadtbezirkes Dserschinski.
Im Oktober 1995 wurde er zum Äkim (Bürgermeister) der Stadt Taras ernannt. Im Februar 1998 wurde er stellvertretender Äkim der Südkasachstan. Nach einem Jahr auf diesem Posten arbeitete er von Februar bis Dezember 1999 in der Regionalverwaltung von Südkasachstan. Zwischen Dezember 1999 und März 2001 bekleidete er den Posten des Äkim der Stadt Kentau und im Anschluss daran war er Äkim von Schymkent. Am 30. August 2002 wurde er vom Präsidenten zum Äkim von Südkasachstan ernannt. Diese Position bekleidete er bis zum 20. September 2006 und ab Oktober des Jahres war er Vizepräsident Kazatomprom. Seit dem 29. August 2007 ist Schylqyschijew Mitglied des kasachischen Senats, wo er zuerst  Mitglied des Ausschusses für Landwirtschaft und Umwelt war. Seit Dezember 2011 ist er Vorsitzender des Ausschusses für Naturmanagement und ländliche Entwicklung im Senat.